# Zapyškis
Zapyškis (ryska: Запишкис) är en ort i Litauen. Den ligger i den centrala delen av landet, 110 km väster om huvudstaden Vilnius. Zapyškis ligger 76 meter över havet och antalet invånare är 254.
Terrängen runt Zapyškis är platt. Runt Zapyškis är det ganska tätbefolkat, med 56 invånare per kvadratkilometer. Närmaste större samhälle är Kaunas, 15,0 km öster om Zapyškis. Omgivningarna runt Zapyškis är en mosaik av jordbruksmark och naturlig växtlighet.